# Martin Taylor (Gitarrist)

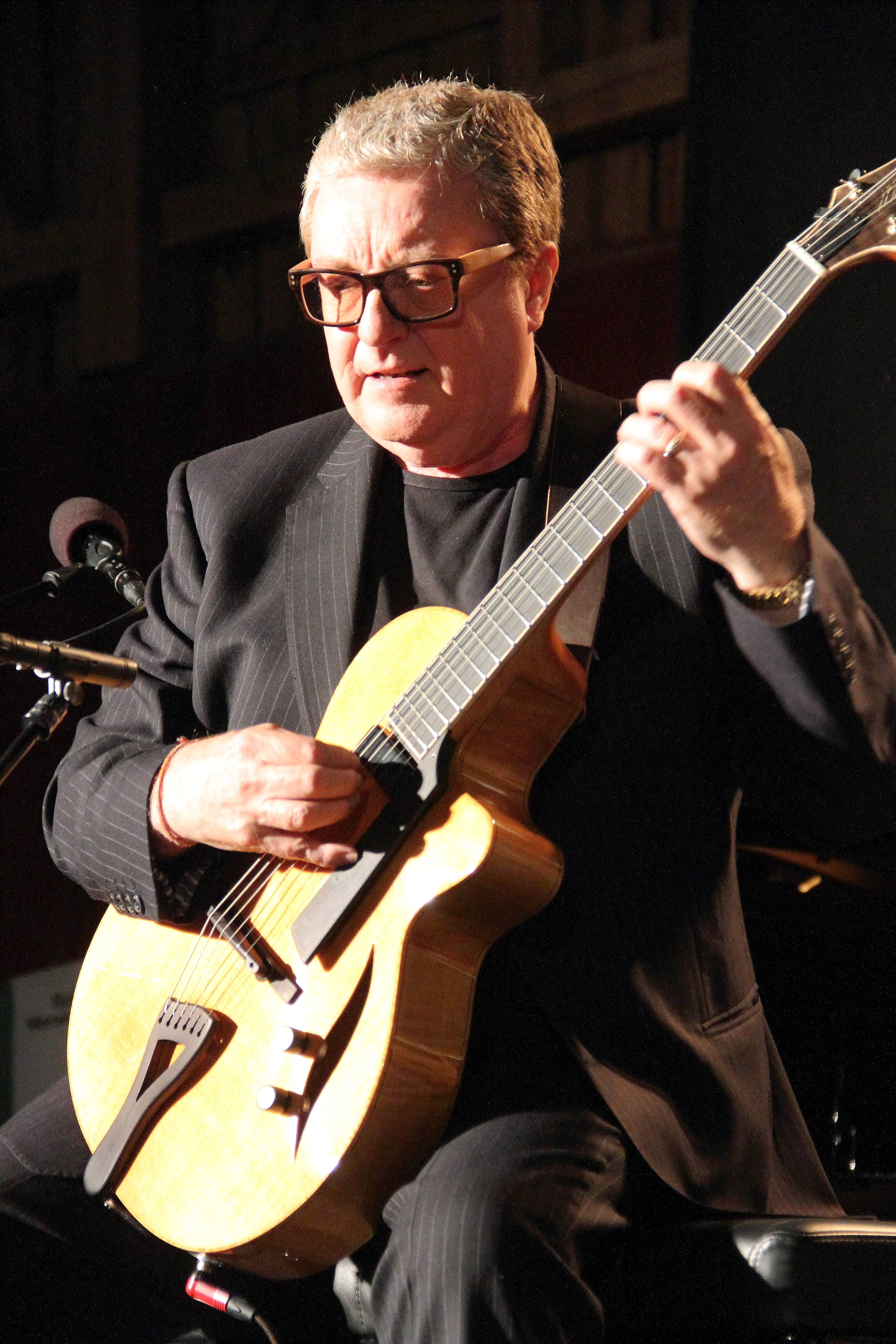
Martin Taylor auf dem INNtöne Jazzfestival 2017

Martin Taylor (* 20. Oktober 1956 in Harlow) ist ein britischer Jazzgitarrist, der auch als Fingerstylegitarrist bekannt ist. Dem Jazz Rough Guide und Allmusic zufolge wird er als einer der weltbesten Gitarristen gehandelt.

## Leben und Wirken
Taylor stammt aus einer musikalischen Familie mit Gypsyhintergrund. Bereits im Alter von vier Jahren erhielt er Gitarrenunterricht von seinem Vater, dem Bassisten William „Buck“ Taylor, der die Musik des Quintette du Hot Club de France spielte, so dass  Taylor sich zunächst  Django Reinhardt zum Vorbild nahm. Mit acht Jahren spielte er regelmäßig in der Band seines Vaters. Mit 15 Jahren verließ er die Schule, um professioneller Musiker zu werden. Er spielte im Orchester von Lennie Hastings, stieg aber auch im Count Basie Orchestra ein. In den nächsten Jahren spielte er häufig in London im Duo sowohl mit Peter Ind als auch mit Ike Isaacs, der ihn nun beeinflusste. Dieser stellte ihn auch Stéphane Grappelli vor, in dessen Band er in den 1980er Jahren für eine Weile spielte. Martin Taylor spielte 11 Jahre mit Stéphan Grappelli. Mit Grappelli trat er auch in Nordamerika auf, wo er David Grisman kennenlernte, mit dem er das Album Sarabanda einspielte. Dann konzentrierte er sich auf seine Solokarriere, veröffentlichte 1982 seine erste eigene LP (skye boat) und nahm mehrere Alben für das Label Linn Records auf. In der Mitte der 1990er Jahre gründete er die Band Spirit of Django, tourte aber auch weiter solo. Eine Zeitlang gehörte er zu Bill Wyman’s Rhythm Kings.
Taylor schrieb auch ein Lehrbuch.
2007 wurde er sowohl mit den BBC Jazz Awards als auch den British Jazz Awards als bester Gitarrist ausgezeichnet. 2012 erhielt er den Scottish Jazz Award in der Kategorie Live Jazz.

## Diskographische Hinweise
- Skye Boat (1982), Concord CJ-184
- Sketches: A Tribute to Art Tatum (1984/1978)
- Jazz-London (27 /) 28, (Barbara Thompson’s Paraphernalia /) The Martin Taylor Trio (1983)
- Sarabanda (1987, mit David Grisman)
- Artistry (1990, solo)
- Reunion (mit Stephane Grappelli; 1993)
- Spirit of Django (1994)
- Portraits (mit Chet Atkins, 1995)
- Kiss And Tell (1999)
- The Valley (mit Bryn Terfel, Sacha Distel und Simon Dinnigan; 2004)
- First Time Together!  (mit Frank Vignola und David Grisman; 2012)
- The Colonel & The Governor (mit Tommy Emmanuel; 2013)

## Lexikalische Einträge
- Ian Carr, Digby Fairweather, Brian Priestley: Rough Guide Jazz. Der ultimative Führer zur Jazzmusik. 1700 Künstler und Bands von den Anfängen bis heute. Metzler, Stuttgart/Weimar 1999, ISBN 3-476-01584-X.